# プロテインG
プロテインG（Protein G）は免疫グロブリンに結合するタンパク質で、C群およびG群のレンサ球菌によって作られる。プロテインAとよく似ているが、特性は異なる。細胞表面にあるタンパク質で、分子量は65kDa（G148プロテインG）と58kDa（C40プロテインG）である。FabとFc領域が結合した抗体の精製することにより見出された。血清アルブミンは抗体源によく混入していて、天然のプロテインGはアルブミンにも結合するが、組換え型のプロテインGではアルブミン結合部位が除去されている。

## 他の抗体結合タンパク質
プロテインGの他に、プロテインA、プロテインA/G、プロテインLなど免疫グロブリン結合性の細菌由来タンパク質があり、いずれも免疫グロブリンの精製、固定化、検知を行う上でよく用いられる。それぞれの免疫グロブリン結合性タンパク質は、抗体に認識される部位や結合する抗体の種・型という点から見て異なる抗体結合特性を持っている。

## プロテインG B1ドメインの折りたたみ
プロテインG B1ドメインに対する非経験的分子軌道法により、以前から提唱されていた以下のことが実証された。このタンパク質は、小さな調整が加えられた疎水性の中心残基において核生成が起こることにより折りたたみが始まる。折りたたみ過程は以下のように行われる。
1. βヘアピンが形成され、43番のトリプトファン（W43）、45番のチロシン（Y45）、52番のフェニルアラニン（F52）の各アミノ酸残基によって安定化される。
2. αヘリックス内にある残基30番のフェニルアラニン（F30）と、βヘアピン内の残基が接触して構造が強化される。
3. βシートの核形成が5番のロイシン（L5）とF52より始まる。
4. 最後の核形成残基となる3番のチロシン（Y3）がβシート中央部分の形成を助け、球状タンパク質ができあがる。

プロテインG B1ドメイン（別名 GB1）は、NMRなど溶液を使った実験中において、他のドメインを溶液中で維持する目的で融合タンパク質の一部分にしばしば用いられる。これによりこれまで溶かすことができなかったドメインが、GB1と融合させることによって溶けるようになった。
このドメインは56残基のアミノ酸でできている。GB1の分子量は約8kDaだが、SDS-PAGE電気泳動では約13.5kDaを示す位置まで移動する。